# 鳥飼行博
鳥飼行博（1959年—），日本国茨城县出生的经济学者。1988年，在东京大学研究生院完成了博士课程。经济学博士。東海大學教养学部人间环境学科社会环境课程助教授。中央大学经济学部兼任讲师。以可持续发展为目标「发展经济学和环境经济学」，研究教育草根民活论。
关于人為的全球变暖对策，热带雨林和生物多樣性的保全，废弃物处理和資源回收再利用，人口和环境问题，以第三世界的视点看待。而且，讨论尽量可以抑制经济主体道德风险和搭便车问题之类的机会主义的行动，重视具有包涵奖励的经济政策，公众地方管理。环境ODA之类的问题。关于落后国家的难民问题，研究教育基本人权和人间的安全保障。停留在发展中国家的地方自治团体，实地考察了关于劳动，所得，收获，木材的采取。这个结果，现场居民利用的共同所有地和共同所有资源，是地域地方自治团体的成员限定能利用的「公众地方」，掠夺的利用被抑制的事，表示了为此康门斯的悲剧和道德风险不成立的事。
在森林产生的木柴，河川，道路和公有地的牧草，沿岸的水产资源，以生物质做为核心，以多种形式广泛的存在。因此，为了形成可持续发展社会，不只是在自由贸易，对外直接投资，对发展中国家的政府开发援助，NGO的方面，在地域地方自治团体的活动下的公众管理的可持续发展和注目正确管理，继续发展社会开发，环境的保全，这些都是值得思考的。这是作为开发和保护环境的旗手赋予现场居民地位的，「草根民活论」。

## 生平
1959年日本国茨城县首府水戶市出生，县立水户第一高校毕业。
1983年，中央大学经济学系（日本称经济学部）毕业。
1988年，学习完东京大学经济学研究生院（日本称东京大学大学院经济学研究科），获得东京大学经济学博士学位，之后，成为日本学术振兴会特别研究员。
1990年，東海大學教养学部生活学科专任讲师。1998年到1999年期间里，担任泰国的工科大学农业技术系客员研究员。现在，担任東海大學教养学部人间环境学科社会环境课程助教授。在中央大学经济学部兼任讲师。 
网页里，日本和亚洲的问题中，亚洲太平洋战争的一页里，特别关注人权和人间的安全保障问题。个互联网页也在公开。

## 著作
- 《開発と環境の経済学―人間開発論の視点から》（東海大学出版会，1998年，ISBN 4486014197）
- 《環境問題と国際協力－持続可能な開発に向かって》（青山社，2001年，ISBN 4883590585）
- 《社会開発と環境保全－開発途上国の地域コミュニティを対象とした人間環境論》（東海大学出版会， 2002年，ISBN 4486015851 ）
- 《地域コミュニティの環境経済学－開発途上国の草の根民活論と持続可能な開発》（多賀出版，2007年，ISBN 9784811571317）

## 外部連結
- 鳥飼行博研究室（日語）
- 亚洲太平洋战争的网页（日語）